# Brewster Hill
Brewster Hill est une census-designated place du comté de Putnam, dans l'État de New York, aux États-Unis,. En 2020, elle compte une population de 1 924 habitants.